# Joe Alaskey
Joseph Francis „Joe“ Alaskey III (* 17. April 1952 in Troy, New York; † 3. Februar 2016 in Green Island, New York) war ein US-amerikanischer Schauspieler und Synchronsprecher. Neben seiner Rolle als Onkel Beano in der Sitcom Mein Vater ist ein Außerirdischer wurde Alaskey vor allem als Sprecher der Looney-Tunes-Figuren Daffy Duck und Bugs Bunny bekannt.

## Biografie
Alaskey begann seine Karriere als Stand-Up-Comedian und arbeitete als Sprecher bei einem Bostoner Radiosender. Dort traf er Bill Scott, den Schöpfer der Zeichentrickserie The Rocky & Bullwinkle Show. Scott war von Alaskeys Fähigkeiten als Stimmenimitator beeindruckt und nahm ihn 1985 mit nach Los Angeles. Alaskey erhielt einige kleinere Rollen in verschiedenen Zeichentrickserien.
1987 hatte Alaskey seinen Durchbruch als Schauspieler in der Sitcom Mein Vater ist ein Außerirdischer, in der er den Onkel des von Maureen Flannigan dargestellten Mädchens Evie mit übersinnlichen Fähigkeiten spielte. Alaskey verließ die Serie zu Beginn der dritten Staffel. Daneben wirkte Alaskey 1989 als Ansager in der Spielshow Couch Potatoes mit.
Parallel zu seinem Engagement bei Mein Vater ist ein Außerirdischer war Alaskey weiterhin als Sprecher bei Zeichentrickproduktionen aktiv. So spielte er mehrere Gastrollen in der von Ralph Bakshi wiederbelebten Serie Mighty Mouse. Außerdem trat Alaskey wiederholt als Stimmenimitator öffentlich auf. Besonders beliebt war Alaskeys Imitation des Schauspielers Jackie Gleason. Als Ende der 1980er Jahre eine ehemals verschollen geglaubte Episode von Gleasons Show The Honeymooners restauriert wurde, sprach Alaskey Gleasons Dialoge neu ein.
1988 übernahm Alaskey erstmals die Rolle von Looney-Tunes-Figuren. In dem Spielfilm Falsches Spiel mit Roger Rabbit sprach Alaskey die Figuren Yosemite Sam und Foghorn Leghorn. Mel Blanc, der diese Figuren zuvor in den Warner Bros. Cartoons gesprochen hatte, wirkte ebenfalls in dem Film mit. Zwei Jahre später spielte Alaskey in der Zeichentrickserie Tiny Toon Abenteuer den an Daffy Duck angelehnten „Plucky Duck“. Nach Blancs Tod übernahm Alaskey weitere Figuren und sprach unter anderem Bugs Bunny, Daffy Duck und den Kater Sylvester in dem Film Looney Tunes: Back in Action. In der Zeichentrickserie Duck Dogers sprach Alaskey neben Daffy Duck (der Duck Dogers spielte) auch dessen Erzfeind Marvin der Marsmensch.
Neben seiner Arbeit für Warner übernahm Joe Alaskey nach David Doyles Tod im Jahr 1997 die Rolle des Großvaters in der Zeichentrickserie Rugrats. Dieselbe Figur sprach er auch in den Rugrats-Spielfilmen sowie in der Nachfolgeserie All Grown Up – Fast erwachsen. Außerdem wirkte Alaskey als Sprecher in zahlreichen Computerspielen mit, unter anderem in den Spielen Flucht von Monkey Island und Gothic 3.
2009 veröffentlichte Alaskey seine Autobiografie That’s Still Not All Folks!!. Im Februar 2016 starb Joe Alaskey im Alter von 63 Jahren in Green Island, New York.

## Filmografie (Auswahl)
- 1987–1991: Mein Vater ist ein Außerirdischer (Out of This World, Fernsehserie)
- 1988: Falsches Spiel mit Roger Rabbit (Who Framed Roger Rabbit)
- 1990–1992: Tiny Toon Abenteuer (Tiny Toon Adventure, Fernsehserie)
- 1991: Wo ist Walter? (Where’s Waldo, Fernsehserie)
- 1995–1999: Sylvester & Tweety Mysteries (Fernsehserie)
- 1995: Carrotblanca (Kurzfilm)
- 1996: Marvin der Marsmensch in der Dritten Dimension (Marvin the Martian in the Third Dimension, Kurzfilm)
- 1997–2004: Rugrats (Fernsehserie)
- 1998: Rugrats – Der Film (Rugrats – The Movie)
- 2000: Rugrats in Paris – Der Film (Rugrats in Paris: The Movie)
- 2003: Die Rugrats auf Achse (Rugrats Go Wild!)
- 2003–2005: Duck Dodgers (Fernsehserie)
- 2003: Looney Tunes: Back in Action
- 2006: The Legend of Sasquatch
- 2012: Tom und Jerry – Robin Hood und seine tollkühne Maus (Tom and Jerry: Robin Hood and His Merry Mouse) (Sprechrolle)
- 2015: Tom und Jerry – Agentenjagd (Tom and Jerry: Spy Quest)